# كريستيان بايز
كريستيان بايز (بالإسبانية: Cristian Báez)‏ هو لاعب كرة قدم ومدرب كرة قدم باراغواياني في مركز الدفاع، ولد في 9 أبريل 1990 في سان لورينزو في باراغواي. لعب مع انيستتوتو وإنديبندينتي وديفنسا خوستيكا.

## وصلات خارجية
- كريستيان بايز على موقع قاعدة بيانات كرة القدم.إي يو (الإنجليزية)
- كريستيان بايز على موقع Soccerway.com (الإنجليزية)
- كريستيان بايز على موقع AS.com (الإسبانية)